# Liubov Tjarkasjyna
Liubov Tjarkasjyna, född den 23 december 1987 i Brest, Vitryssland, är en vitrysk gymnast.
Hon tog OS-brons i rytmisk gymnastik i samband med de olympiska gymnastiktävlingarna 2012 i London.